# Stupovača
Stupovača – wieś w Chorwacji, w żupanii sisacko-moslawińskiej, w mieście Kutina. W 2011 roku liczyła 440 mieszkańców.